# Apsan
Apsan är ett berg i Sydkorea.   Det ligger i provinsen Daegu, i den sydöstra delen av landet, 240 km sydost om huvudstaden Seoul. Toppen på Apsan är 660 meter över havet, eller 186 meter över den omgivande terrängen. Bredden vid basen är 3,3 km.
Terrängen runt Apsan är kuperad åt sydost, men åt nordväst är den platt. Runt Apsan är det tätbefolkat, med 459 invånare per kvadratkilometer. Närmaste större samhälle är Daegu, 6,1 km norr om Apsan. I omgivningarna runt Apsan växer i huvudsak blandskog.